# دين كينان
دين كينان (بالإنجليزية: Dean Keenan)‏ (15 أكتوبر 1985 بغلاسكو في المملكة المتحدة - ) هو لاعب كرة قدم بريطاني في مركز الدفاع. لعب مع Kirkintilloch Rob Roy F.C. ‏ وPollok F.C. ‏ وTroon F.C. ‏ ونادي آير يونايتد ونادي غرينوك مورتون ونادي كلايدبانك ‏.

## وصلات خارجية
- دين كينان على موقع قاعدة بيانات كرة القدم.إي يو (الإنجليزية)
- دين كينان على موقع Soccerbase.com (لاعب) (الإنجليزية)